# Norfolk (Misisipi)
Norfolk es un área no incorporada ubicada en el condado de DeSoto en el estado estadounidense de Misisipi. Norfolk Landing (también llamado Helm's Landing), que se encuentra a poca distancia al oeste de Norfolk, fue el puerto de la comunidad en el Río Misisipi.

## Historia
Norfolk comenzó como un puerto para barcos de vapor en una plantación perteneciente a un hombre llamado Helms.  En 1854, Norfolk era un pequeño pueblo.
Norfolk Landing fue el primer puerto al sur de la frontera Misisipi-Tennessee. En 1862, los Estados Confederados de América (recientemente formado) estableció una aduana allí, y se requiere a todos los buques que pasan a detenerse y proporcionar una lista de carga. Con respecto a esta acción, el historiador Marion Bragg escribió:

Los hombres que habían sido previamente neutrales y desinteresados en las cuestiones que se habían suscitado otros en el Norte eran de repente enfurecidos. La libre navegación del Misisipi era un derecho natural de todos los estadounidenses, los occidentales creían, y ellos con mucho gusto luchar a muerte por ello. La idea de una "potencia extranjera" dictando los términos bajo los cuales podían navegar "su río" era impensable.: 85 

Norfolk tuvo una oficina de correos entre 1854 y 1913.

## Hernando DeSoto Park
Norfolk Landing se ha convertido en un parque público de 41 acre (16,6 ha) llamado "Hernando DeSoto Park", que cuenta con un senderismo/sendero para caminar, río alto, zona de pícnic, estacionamiento y una grada. El parque es el único lugar en el condado de DeSoto con acceso público al Río Misisipi.